# IC 3976
IC 3976  ist eine linsenförmige Galaxie vom Hubble-Typ SA0 im Sternbild Haar der Berenike am Nordsternhimmel. Sie ist schätzungsweise 307 Millionen Lichtjahre von der Milchstraße entfernt.
Das Objekt wurde am 13. Mai 1896 von Hermann Kobold entdeckt.